# 卡利多尼安路及巴恩斯伯里站
卡利多尼安路及巴恩斯伯里站（英語：Caledonian Road & Barnsbury railway station）是伦敦地上铁北伦敦线的一座车站，位于北伦敦的伊斯林顿伦敦自治市，属于第2收费区。

## 概況
本站在2010年2月之前，在奧福德街有一個通往舊西行列車月台的入口，編號為1。舊通道廢除后，新建了一個人行天橋可通往新建的島式月台，編號為2、3。此外在卡利多尼安路有一條通道，持有蠔卡的乘客可經此通道進站。

## 历史
- 1852年，本站开通，車站名稱為卡利多尼安路站。
- 1870年，车站停用，新車站在舊址東側，名稱改为巴恩斯伯里站[4]。
- 1893年，改為現在名稱[5]。

## 列车服务
平日非高峰期：
- 西行列車至里士满站方向：每小时4班
- 西行列車至克拉珀姆交汇站方向：每小时4班

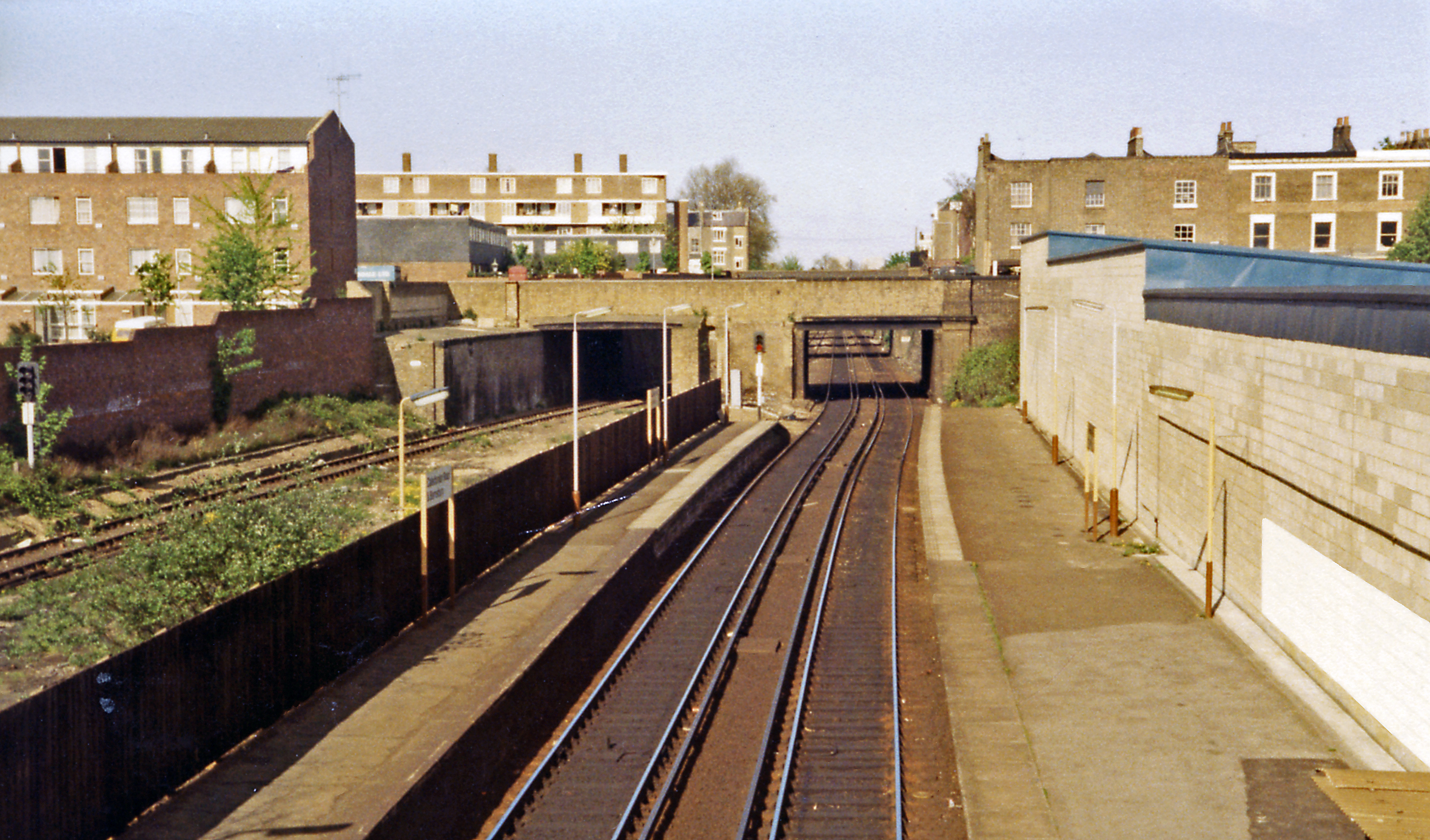
1984年的車站內部

- 東行列車經斯特拉特福德站方向：每小时8班[6]

週末：
- 西行列車至里士满站方向：每小时4班
- 西行列車至克拉珀姆交汇站方向：每小时2班（深夜不服務）
- 東行列車經斯特拉特福德站方向：每小时6班

## 其他
为保证4编组列车在伦敦地上铁顺利运行，本站至斯特拉特福德站、福音橡站区间自2010年2月至6月1日关闭，用于安装新的信号系统。直至2011年5月，每周日仍会出现在信号升级期间导致列车班次减少的情况。